# 久米美術館
久米美術館（くめびじゅつかん、英: KUME MUSEUM OF ART）は東京都品川区上大崎2丁目にある、日本近代洋画と歴史学者久米邦武の資料を中心に集めている美術館である。

## 概要
1982年（昭和57年）10月、目黒駅前に開館した。今から約125年前、久米桂一郎はフランスに渡りラファエル・コランに師事する。ラファエル・コランの弟子には黒田清輝もいて二人は終生の友となる。美術館では久米桂一郎の主要な作品のほかに黒田清輝やラファエル・コランの作品も所蔵する。主要な所蔵品としては久米の「林檎拾い」「秋景」「清水寺」「晩秋」「少女」黒田清輝「久米桂一郎肖像」「グレーの水車場」「画室にての久米桂太郎」「自画像」ラファエル・コラン「夏の野」などがある。

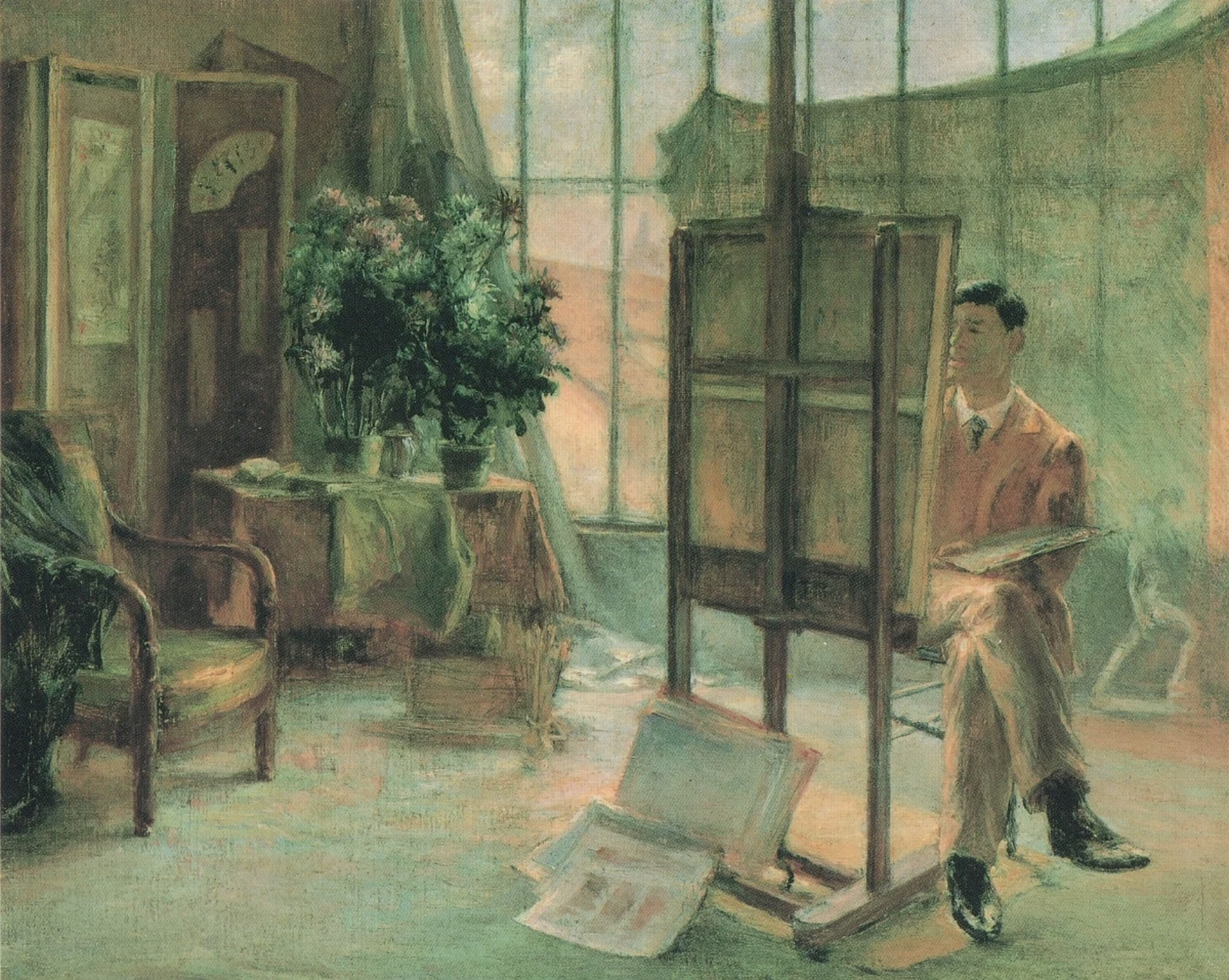
黒田清輝「画室にての久米桂一郎」（1889年）
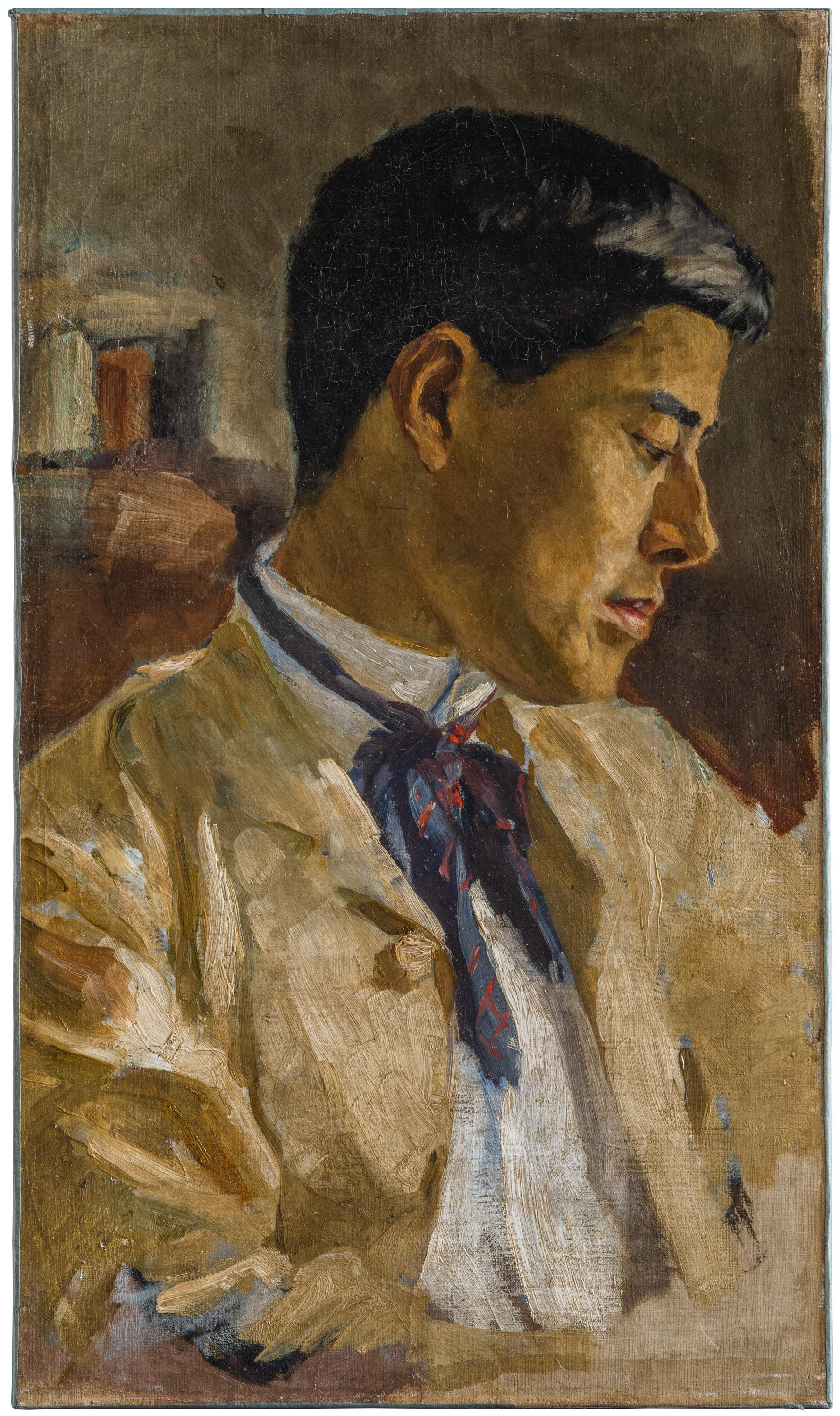
黒田清輝「久米氏肖像」（1889年）
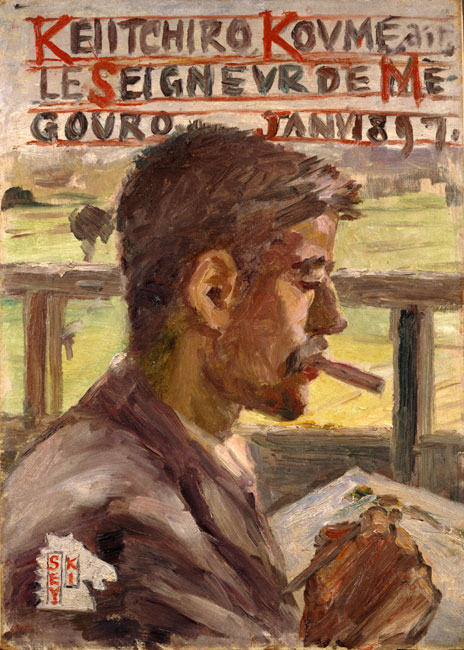
黒田清輝「久米桂一郎肖像」 （1897年）
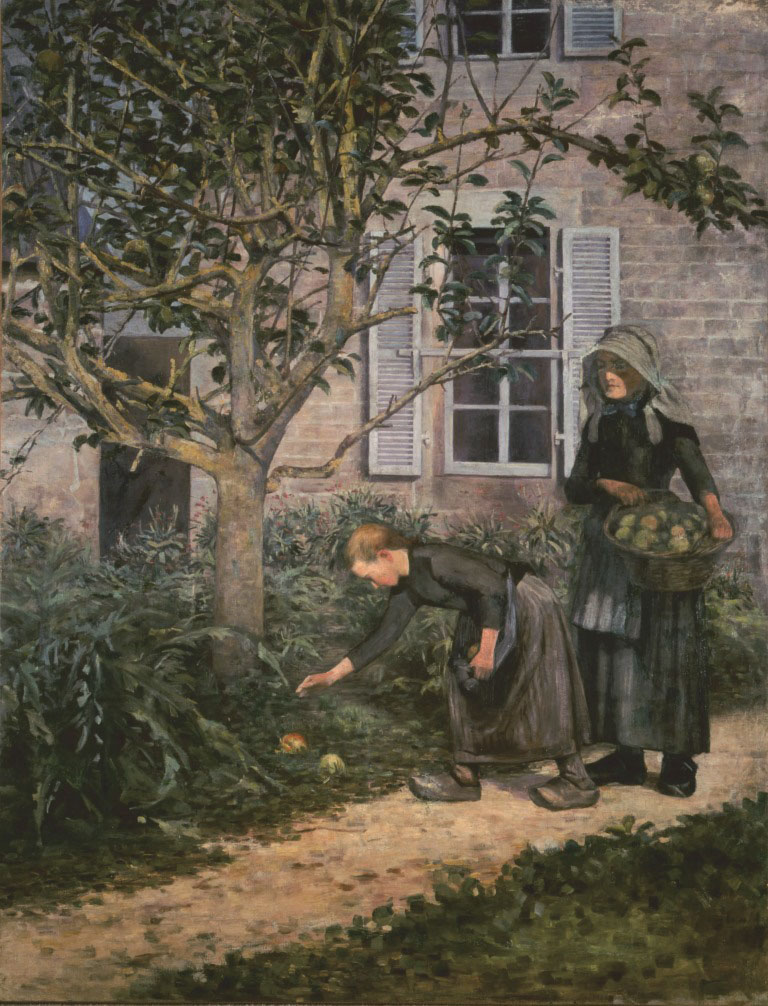
久米桂一郎「林檎拾い」（1892年）
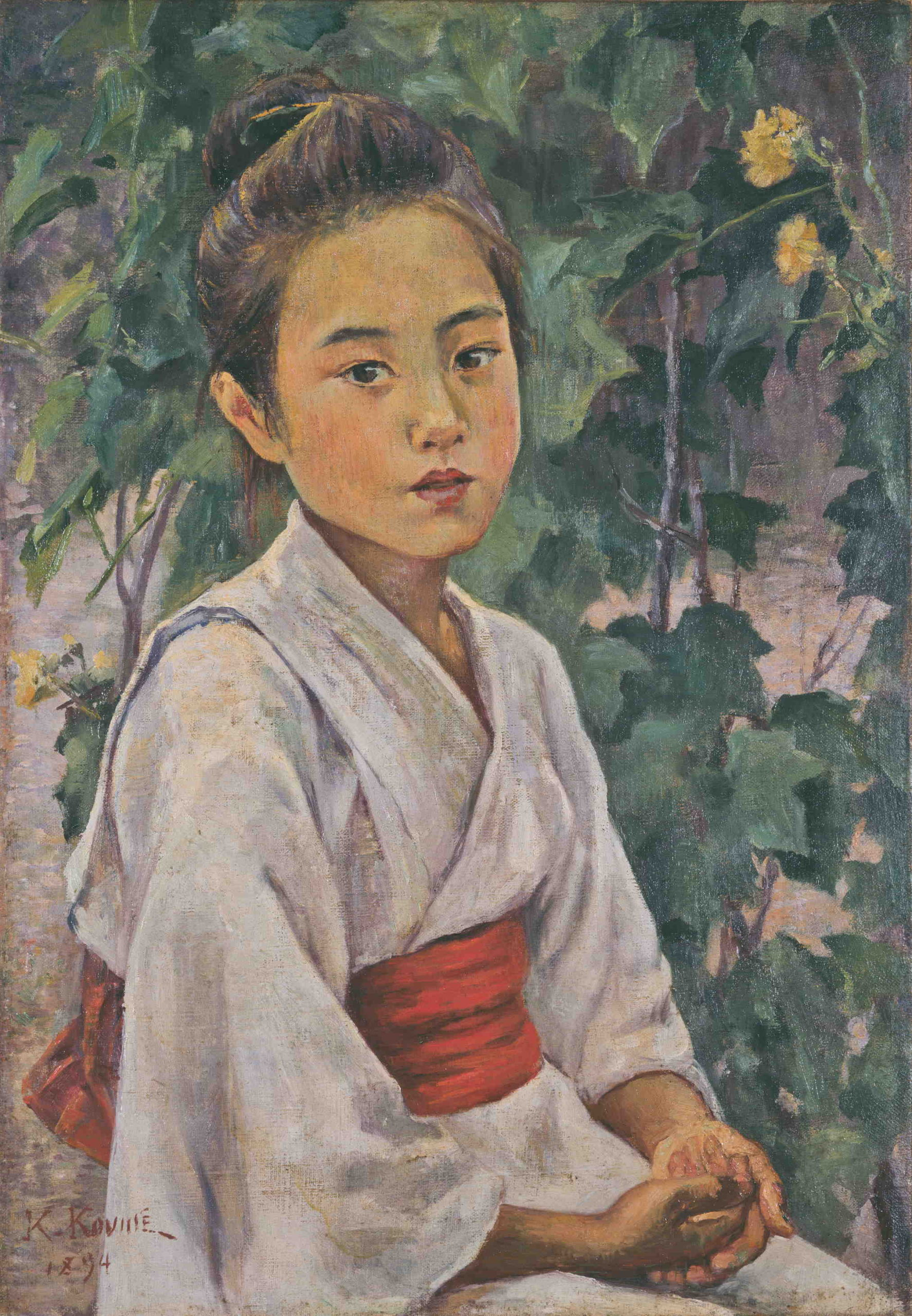
久米桂一郎《夏の少女(村娘)》（1894年）
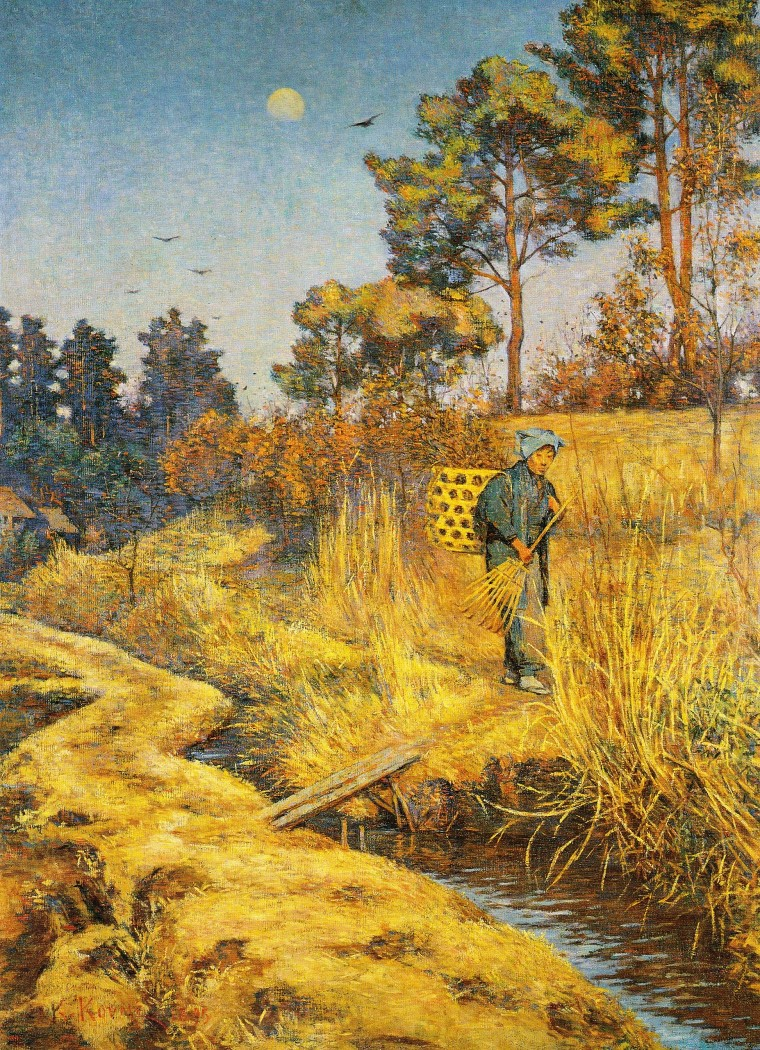
久米桂一郎「秋景」1895年

また、久米の父の歴史学者久米邦武が集めた貴重な資料も豊富にあり、美術館では絵画と、歴史資料の展示の両方があるが、その時々で展示内容が異なることがある。したがって、事前に確かめておかないと目的のものが見られない可能性もある。

## 所在地
- 東京都品川区上大崎2丁目25-5 久米ビル8階（三井住友銀行が入ったビル）
- JR山手線目黒駅西口から徒歩1分
- 東急目黒線、地下鉄南北線、都営三田線目黒駅から徒歩2分

## 開館時間
2011年現在では10:00 - 17:00（入館は16:30まで） 休館日月曜日（月曜が祝日ならば翌日休館）